# Yangjiang
Yangjiang (阳江 ; pinyin : Yángjiāng) est une ville du sud-ouest de la province du Guangdong en Chine. On y parle un des deux dialectes du groupe des dialectes Gaoyang du cantonais, le dialecte de Yangjiang.

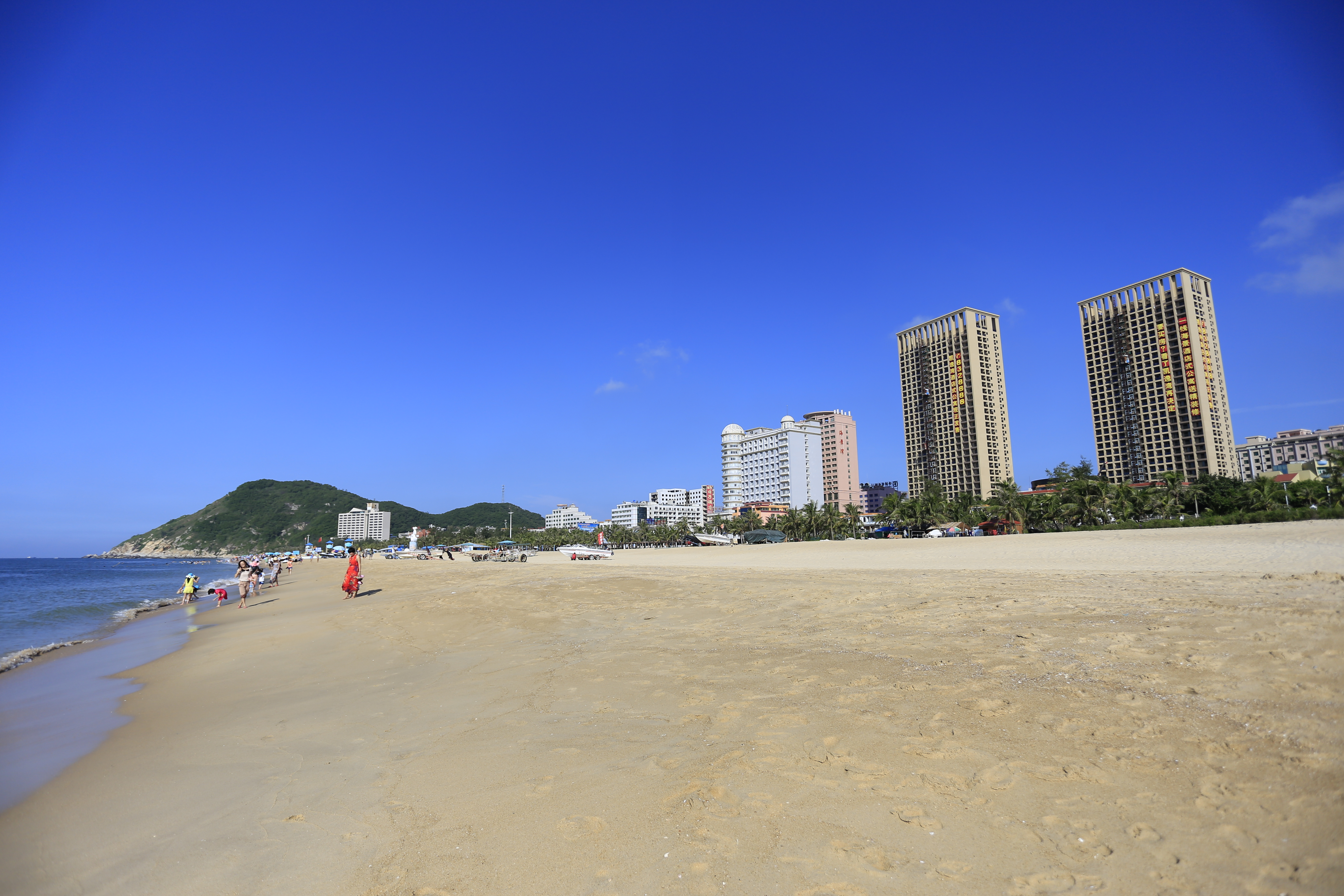
L'île de Hailing à Yangjiang

## Subdivisions administratives
La ville-préfecture de Yangjiang exerce sa juridiction sur quatre subdivisions - un district, une ville-district et deux xian .
|                                                                                               | Nom    | Chinois simplifié | Pinyin | Superficie km² | Population 2008 |
| --------------------------------------------------------------------------------------------- | ------ | ----------------- | ------ | -------------- | --------------- |
| District de Jiangcheng                                                                        | 江城区 | Jiāngchéng Qū     | 453    | 662 000        |                 |
| Ville de Yangchun                                                                             | 阳春市 | Yángchūn Shì      | 4055   | 1 100 000      |                 |
| Xian de Yangdong                                                                              | 阳东县 | Yángdōng Xià      | 2043   | 471 000        |                 |
| Xian de Yangxi                                                                                | 阳西县 | Yángxī Xiàn       | 1271   | 500 000        |                 |
| Population ayant un permis de résidence permanent, source:Guangdong Statistical Yearbook 2009 |        |                   |        |                |                 |

## Économie
85 % des couteaux et ciseaux chinois exportés dans le monde sont produits à Yangjiang, où sont fabriqués 70 % des couteaux et ciseaux produits en Chine.
Yangjiang héberge 6 réacteurs nucléaires, sur le site de la plus importante centrale nucléaire de Chine.